# Pædagogisk psykologi
Pædagogisk psykologi er den del af psykologien der undersøger pædagogiske fænomener, som læring, motivation og socialisering.

## Emneområde
Pædagogisk psykologi beskæftiger sig med studier af læringsadfærd og af folks adfærd i læringsprocesser. Fokus er på den enkeltes behov og udviklingsmuligheder.
Arbejdet i pædagogisk-psykologisk praksis finder sted i overensstemmelse med en forståelse af
sammenhænge mellem mennesker og deres kontekstuelle rammer samt en tolkning af kendte og
endnu ikke kendte problemstillinger og potentialer, der ligger i disse sammenhænge.
Der er fokus på de processer, hvorigennem mennesker og de sociale,kulturelle og strukturelle kontekster, de er en del af, gensidigt former og skaber hinanden på mangfoldige
måder.

## Anvendelsesområder
Pædagogisk psykologi anvendes blandt andet konkret i pædagogisk psykologisk rådgivning (PPR), pædagogisk psykologisk uddannelsesrådgivning, HR, pædagogisk udviklingsarbejde og ledelse.

## Pædagogisk psykologi i Danmark
Der findes en afdeling for pædagogisk psykologi på Danmarks Institut for Pædagogik og Uddannelse. Her udbydes en kandidatuddannelse i pædagogisk psykologi.
Blandt danske pædagogiske psykologer kan nævnes Lene Tanggaard, Knud Ileris, Dorte Staunæs, Morten Nissen og Dorte Marie Søndergaard. Niels Egelund er også professor ved Danmarks Institut for Pædagogik og Uddannelse og står blandt andet bag bogen Portræt af elever med særlige behov.

## Store pædagogiske psykologer
Historiens store pædagogiske psykologer omfatter:
- Lev Vygotskij
- Jean Piaget
- Jean Lave
- Étienne Wenger
- Jerome Bruner